# 대양

대륙을 둘러싸고 있는 바다는 하나로 연결되어 있으나, 여러 대양으로 나눈다.

대양(大洋, 영어: ocean)은 지구 전체 표면의 71%를 차지하고 있는 수권을 말한다. 대양의 염도는 약 35퍼밀(천분율) 정도로, 전체 바닷물은 30퍼밀에서 38퍼밀 사이이다. 대양의 절반 이상이 3,000 미터 이상의 깊은 바다이다.

## 3대양
3대양은 태평양, 대서양, 인도양을 통틀어 이르는 말이다.

## 5대양
국제수로기구는 전체 바다를 태평양, 대서양, 인도양, 남극해(남빙양), 북극해(북빙양)의 5개의 대양으로 나눈다. 남극해가 공식적으로 인정받은 것은 2000년 국제수로기구 회의에서이다. 남극해는 태평양이나 인도양, 대서양의 일부로 보기도 한다. 해양학에서는 북극해를 대서양에 속한 지중해로 취급하기도 한다. 태평양과 대서양은 적도를 기준으로 남북으로 나누기도 한다. 대양의 각 부분에는 바다나 만, 해협 등의 이름이 붙는다.
5대양 중에서 가장 큰 것은 태평양으로서, 전체 해양의 1/2의 면적을 차지하고 있다. 그 중 태평양·대서양·인도양을 합쳐 3대양이라 부르며, 3대양의 면적은 전체 해양의 90%에 달한다. 그중 가장 염도가 높은 바다는 인도양이다.

## 탐험 및 연구
해양의 탐구사는 인간의 역사상 매우 흥미있는 것이다. 15세기부터 18세기에 걸쳐서, 즉 크리스토퍼 콜럼버스로부터 제임스 쿡 시대까지는 해양의 지리학적 발견의 시대이다. 19세기부터 20세기 전반까지는 해양의 식민지 시대라 불리기도 한다.

## 같이 보기
- 물
- 바다
- 해류
- 육대주